# Fouad Twal
Mons. Fouad Twal (Madaba, 23. listopada 1940.), patrijarh Jeruzalema od 2008. godine i predsjednik biskupske konferencije u Svetoj zemlji.

## Životopis
Rodio se u Madabi 23. listopada 1940. Godine 1966. zaređen je za svećenika i postao je vikar u Ramallahu, a teologiju je 1972. doktorirao na papinskom sveučilištu Gregoriani.
Papa Ivan Pavao II. ga je 1992. imenovao biskupom i na upravljanje dobio Tunisku biskupiju. Papa Benedikt XVI. ga je 2008. imenovao patrijarhom Jeruzalema. Godine 2014. postao je prefektom Kongregacije za Istočne Crkve.